# Georgian Airways
Georgian Airways (Georgisch: ჯორჯიან ეარვეის) is een Georgische luchtvaartmaatschappij met thuisbasis in Tbilisi. De maatschappij vliegt voornamelijk op een aantal Europese bestemmingen.

## Geschiedenis

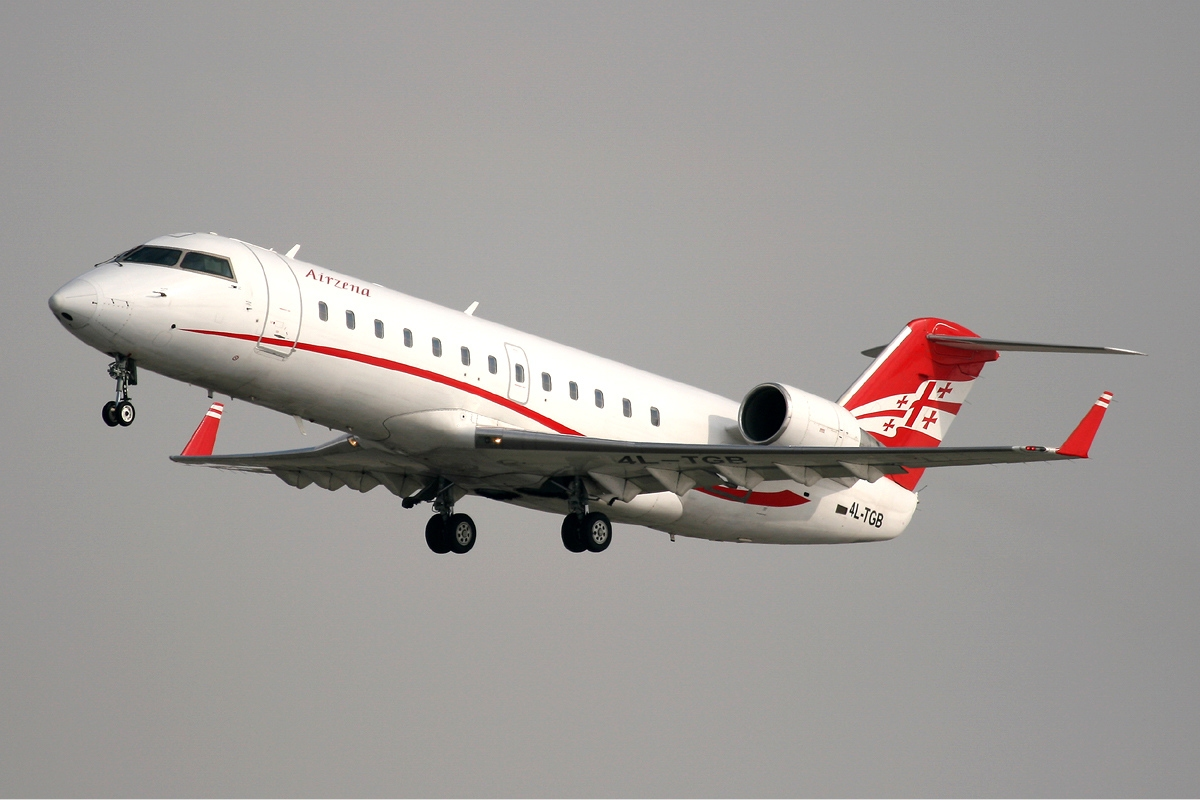
Een Bombardier CRJ200LR van Georgian Airways.

Georgian Airways werd in 1994 opgericht als Airzena. Na een fusie in 1999 met Air Georgia werd de naam gewijzigd in Airzena Georgian Airlines. Sinds 2004 wordt de naam Georgian Airways gebruikt. In 2022 vervoerde de maatschappij 148.612 passagiers, een marktaandeel van 3% en was daarmee de grootste Georgische luchtvervoerder.

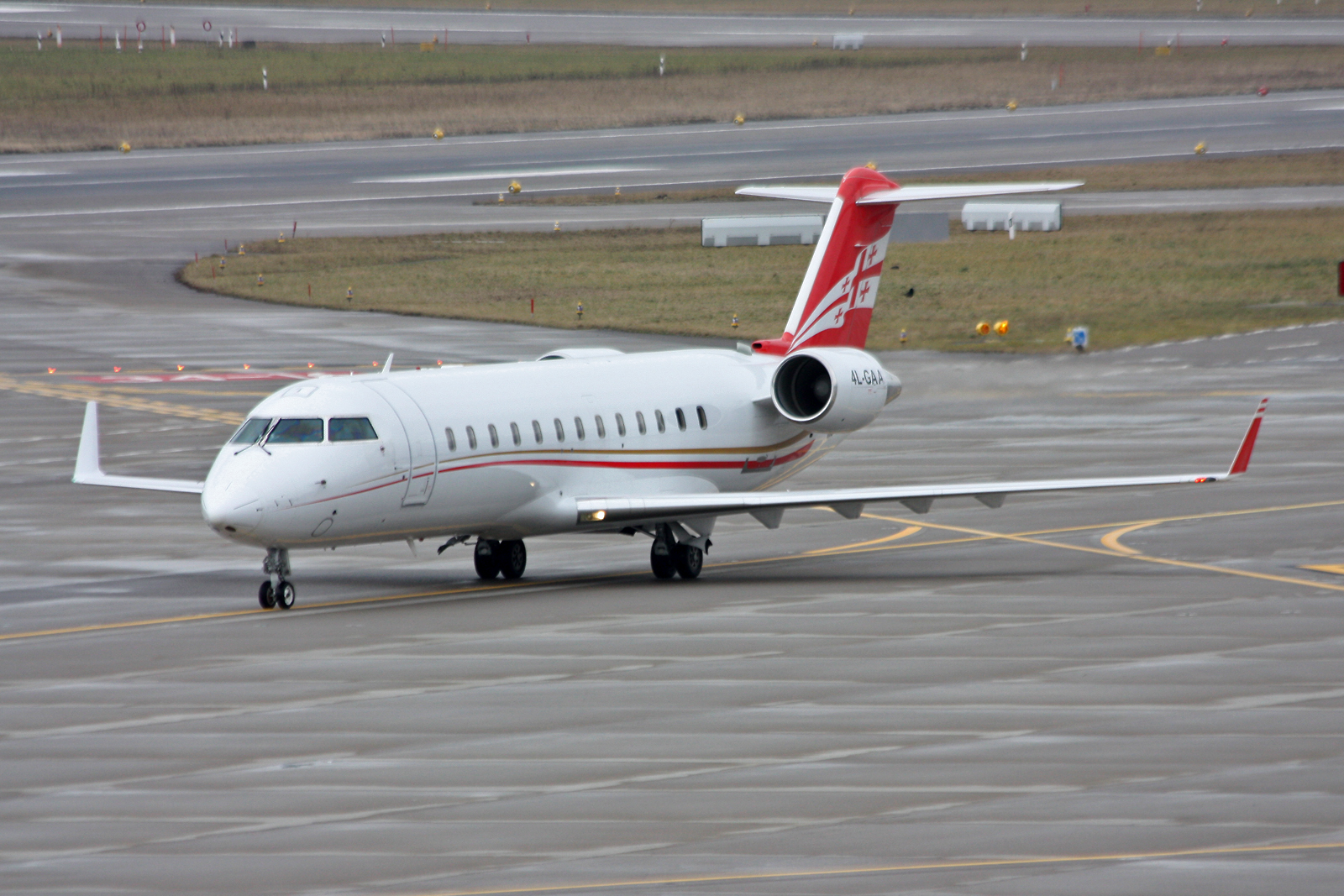
Het Georgische regeringstoestel dat door Georgian Airways wordt gevlogen, een Bombardier Challenger 850.

De maatschappij is onderdeel van de Georgian Airlines Group, waartoe ook de in 2020 opgerichte vrachtvervoerder Georgian Airlines en het in Armenië gebaseerde Air Dilijans (vm Aircompany Armenia) behoren.
In mei 2023 hervatte de maatschappij na een onderbreking van bijna vier jaar de vluchten op Moskou, nadat Rusland het vliegverbod tussen Georgië en Rusland ophief. Door deze hervatting werd de maatschappij door Oekraïne op een sanctielijst gezet.
In juni 2024 nam Georgian Airways een Boeing 767-300 in dienst, wat een primeur in Georgië was van een zogeheten widebody-vliegtuig in de passagiersdienst. De maatschappij huurde het toestel om langeafstandsvluchten op Aziatische bestemmingen uit te kunnen voeren. Dezelfde zomer volgde een vrachtversie van hetzelfde type.

### Ongeval
Op 4 april 2011 stortte een Bombardier CRJ-100ER van Georgian Airways met registratie 4L-GAE neer bij het vliegveld van Kinshasa in de Democratische Republiek Congo. Het vliegtuig kwam uit Kisangani en vloog voor de MONUSCO VN-missie. Onder zeer slechte weersomstandigheden braken de piloten de landing bij Kinshasa af, waarna het toestel op ruim 120 meter boven de grond werd getroffen door windschering. Als gevolg daarvan dook het plotseling naar beneden en crashte. Het vliegtuig brak in stukken en belandde op de kop. Van de 33 inzittenden overleefde een passagier het ongeval.

### Faillissement
Op 31 december 2021 vroeg Georgian Airways faillissement aan, gekoppeld aan een insolventieprocedure, en werd de maatschappij in januari 2022 kort te koop gezet. De luchtvaartmaatschappij had een schuldenlast van GEL 175 miljoen (€52m), waar tegenover GEL 21 miljoen aan activa stonden. De oorzaken waren onder andere de Russische vluchtban sinds juli 2019, alsmede de coronapandemie. In oktober 2022 gingen de schuldeisers akkoord met een herstelplan.

## Bestemmingen

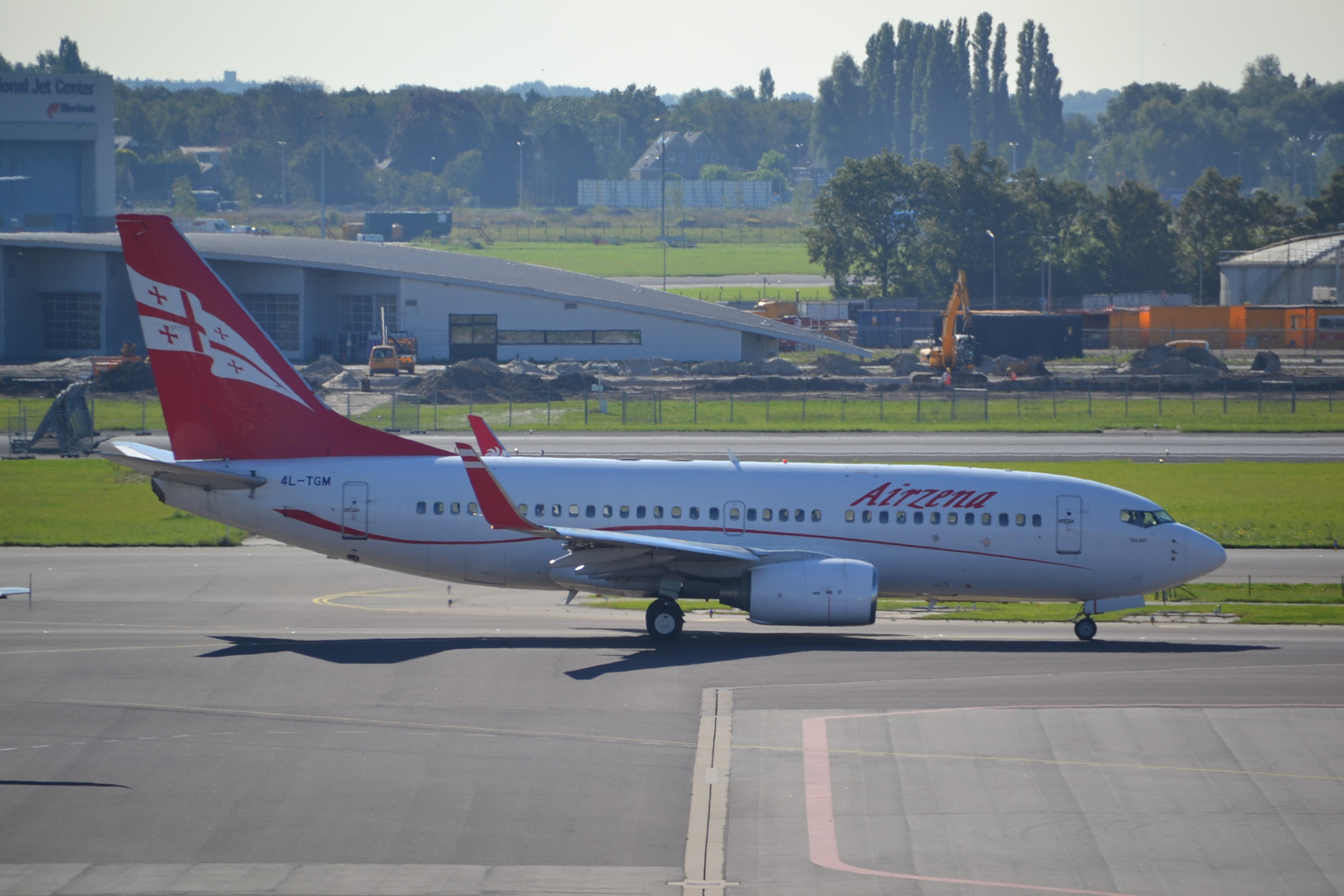
Georgian Airways op Schiphol.

Lijndienst bestemmingen van Georgian Airways (update januari 2025):
|                | Bestemmingen |
| -------------- | --- |
| Binnenlands    | - |
| Internationaal | Amsterdam, Berlijn-Brandenburg, Jerevan, Larnaca, Milaan-Bergamo, Moskou-Vnoekovo, Nice, Parijs-Charles de Gaulle, Sint-Petersburg, Tel Aviv, Wenen Seizoensgebonden: |

## Vloot
De vloot van Georgian Airways bestond in januari 2024 uit:
| Type                                 | Registratie | Sinds       | Bouwjaar | Passagiers | Passagiers | Passagiers | Passagiers | Opmerkingen      |
| Type                                 | Registratie | Sinds       | Bouwjaar | F          | J          | Y          | Totaal     | Opmerkingen      |
| ------------------------------------ | ----------- | ----------- | -------- | ---------- | ---------- | ---------- | ---------- | ---------------- |
| Boeing 737-500                       | 4L-TGI      | 31 jul 2024 | 1996     | 0          | 12         | 104        | 116        | [ 20 ]           |
| Boeing 737-700                       | 4L-GTI      | 1 jul 2021  | 2008     | 0          | 12         | 120        | 132        | [ 21 ]           |
| Boeing 737-700                       | 4L-NIK      | 19 dec 2022 | 2009     | 0          | 0          | 141        | 141        |                  |
| Boeing 737-800                       | 4L-GTD      | 24 jun 2022 | 2008     | 0          | 12         | 168        | 180        |                  |
| Boeing 737-800                       | 4L-GTN      | 28 jul 2023 | 2009     | 0          | 12         | 168        | 180        | Naam Kakheti     |
| Boeing 737-800                       | 4L-GTO      | 28 nov 2024 | 2012     | 0          | 12         | 168        | 180        |                  |
| Boeing 767-300                       | 4L-GTR      | 7 jun 2024  | 2002     | 2          | 16         | 227        | 245        |                  |
| Bombardier CRJ200LR                  | 4L-TGB      | 22 jun 2010 | 2000     | 0          | 6          | 44         | 50         |                  |
| Bombardier CRJ200SE (Challenger 850) | 4L-GAA      | 27 jul 2007 | 2005     | VIP        | VIP        | VIP        | VIP        | Regeringstoestel |
| Bombardier Global Express 6000       | 4L-GTG      | 1 feb 2024  | 2016     | VIP        | VIP        | VIP        | VIP        | VIP toestel      |
| Totaal                               | 10          |             |          |            |            |            |            |                  |